# Liste du patrimoine culturel immatériel de l'humanité en Moldavie
Cet article recense les pratiques inscrites au patrimoine culturel immatériel en Moldavie.

## Statistiques
La Moldavie a ratifié la convention pour la sauvegarde du patrimoine culturel immatériel le 24 mars 2006. La première pratique protégée est inscrite en 2013.
En 2022, la Moldavie compte 4 éléments inscrits au patrimoine culturel immatériel, tous sur la liste représentative.

## Listes

### Liste représentative
Les éléments suivants sont inscrits sur la liste représentative du patrimoine culturel immatériel de l'humanité :
| Élément | Type                                                                                           | Subdivision | Année | Lien  | Notes                                                 | Illus. |
| --- | ---------------------------------------------------------------------------------------------- | ----------- | ----- | ----- | ----------------------------------------------------- | ------ |
| Le colindat de groupe d'hommes, rituel de Noël                                                                                                  | pratiques sociales, rituels et événements festifs                                              |             | 2013  | 00865 | Partagé avec la Roumanie                              |        |
| L'artisanat traditionnel du tapis mural en Roumanie et en République de Moldova                                                                 | savoir-faire liés à l’artisanat traditionnel                                                   |             | 2016  | 01167 | Partagé avec la Roumanie                              |        |
| Les pratiques culturelles associées au 1er Mars                                                                                                 | pratiques sociales, rituels et événements festifs                                              |             | 2017  | 01287 | Partagé avec la Bulgarie, la Macédoine et la Roumanie |        |
| L'art de la blouse traditionnelle avec broderie sur l'épaule (altiţă), élément de l’identité culturelle en Roumanie et en République de Moldova | savoir-faire liés à l’artisanat traditionnel pratiques sociales, rituels et événements festifs |             | 2022  | 01861 | Partagé avec la Roumanie                              |        |

### Patrimoine immatériel nécessitant une sauvegarde urgente
La Moldavie ne compte aucun élément listé sur la liste du patrimoine immatériel nécessitant une sauvegarde urgente.

### Registre des meilleures pratiques de sauvegarde
La Moldavie ne compte aucune pratique listée au registre des meilleures pratiques de sauvegarde.